# Ili terminal
L'ili terminal és la part més distal de l'intestí prim, que desemboca al cec (la primera porció de l'intestí gros) via la vàlvula ileocecal.
Pot ser afectat per diverses malalties, com ara la malaltia de Crohn, la tuberculosi intestinal, limfomes o tumors neuroendocrins (carcinoides).